# موتواکی میورا
موتواکی میورا (ژاپنی: 三浦 基瑛؛ زادهٔ ۲۸ مهٔ ۱۹۹۶) یک بازیکن فوتبال اهل ژاپن است.
از باشگاه‌هایی که در آن بازی کرده‌است می‌توان به باشگاه فوتبال ساگامیهارا اشاره کرد.